# Иосиф (Оранский)
Иосиф (в миру Иоанн Оранский; ? — 1751) — архимандрит Слуцкого Свято-Троицкого монастыря и Киево-Печерской лавры Русской православной церкви.
Получил образование в Киево-Могилянской академии, где затем стал преподавать. Из учителей риторики Оранский был назначен в начале тридцатых годов XVIII века архимандритом Слуцкого Троицкого монастыря, служившего в то время церковно-административным центром для православных всей северо-западной Руси, бывших под польским владычеством.
В 1748 году, как человек «чрез немалые лета в Польше в защищении благочестия труждающийся», был избран Синодом в архимандрита Киево-Печерского монастыря и был утверждён в должности российской императрицей Елизаветой Петровной 15 марта того же года.
Умер 8 (19) октября 1751 года.